# 奧米瑪·布希蒂
奧米瑪·布希蒂（阿拉伯語：أميمة البوشتي，2000年10月7日—）是一名摩洛哥女子跆拳道運動員。她曾經獲得2018年非洲跆拳道錦標賽女子53公斤級金牌以及2019年非洲運動會跆拳道比賽女子53公斤級銀牌。

## 外部連結
- TaekwondoData.com （页面存档备份，存于）